# جاك كودي
جاك كودي (بالإنجليزية: Jack Cody)‏ هو سباح أمريكي، ولد في 1 أبريل 1885، وتوفي في 11 أبريل 1963.